# Darío Adanti
Darío Adanti   (Buenos Aires, 1971), és un dibuixant de còmic, il·lustrador i animador argentí establert a Madrid. Considerat un dels autors més renovadors del còmic espanyol, també fa il·lustració en revistes i diaris (com El País de las Tentaciones, La Vanguardia, Más Libros o Nosotros somos los muertos) o llibres, com Vida mostrenca de Jordi Costa. Juntament amb la també il·lustradora Barbara Perdiguera, ha realitzat diversos curts d'animació com Vacaláctica, Minas de cobre o La hora de Hombre Cacto. És membre de l'equip directiu de Mongolia i col·laborador habitual d'El Jueves.